# Selardi
Selardi ou Xelardi (Šelardi; lit. "lua" ou "estrela") era uma divindade lunar do Reino de Urartu, cujos atributos são pouco conhecidos. Dada a semelhança entre os nomes, presume-se que tenha sobrevivido sob o nome da deusa Selarde (em armênio: Սեղարդ; romaniz.: Sełard) do panteão armênio. Alguns interpretam que o nome seria melhor lido como Melardi.